# Ricania limbata
Ricania limbata är en insektsart som beskrevs av Victor Lallemand 1935. Ricania limbata ingår i släktet Ricania och familjen Ricaniidae. Inga underarter finns listade i Catalogue of Life.